# Rimularia globulispora
Rimularia globulispora är en lavart som beskrevs av Sipman & Aptroot. Rimularia globulispora ingår i släktet Rimularia och familjen Trapeliaceae.   Inga underarter finns listade i Catalogue of Life.